# Audi SQ7

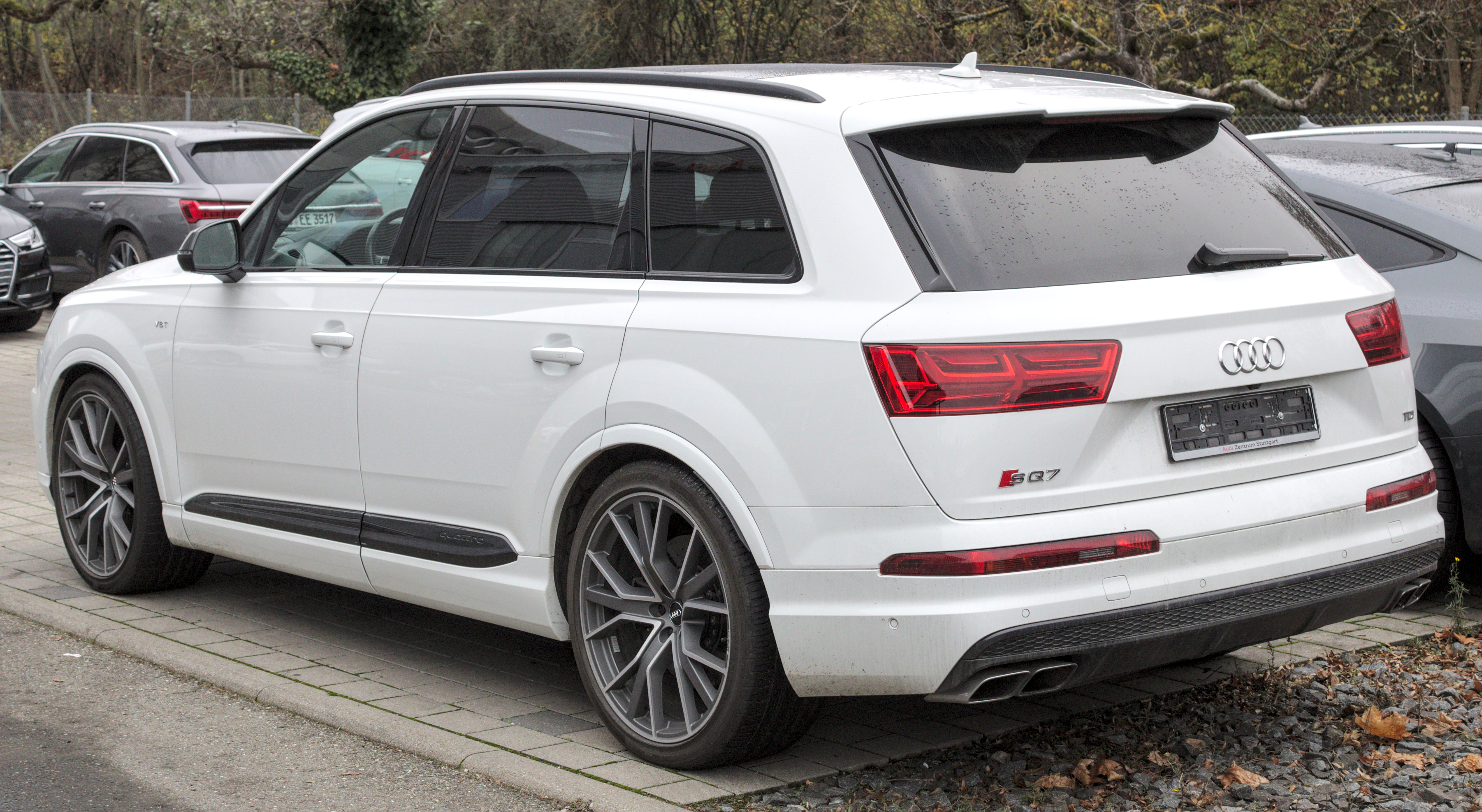
Heckansicht

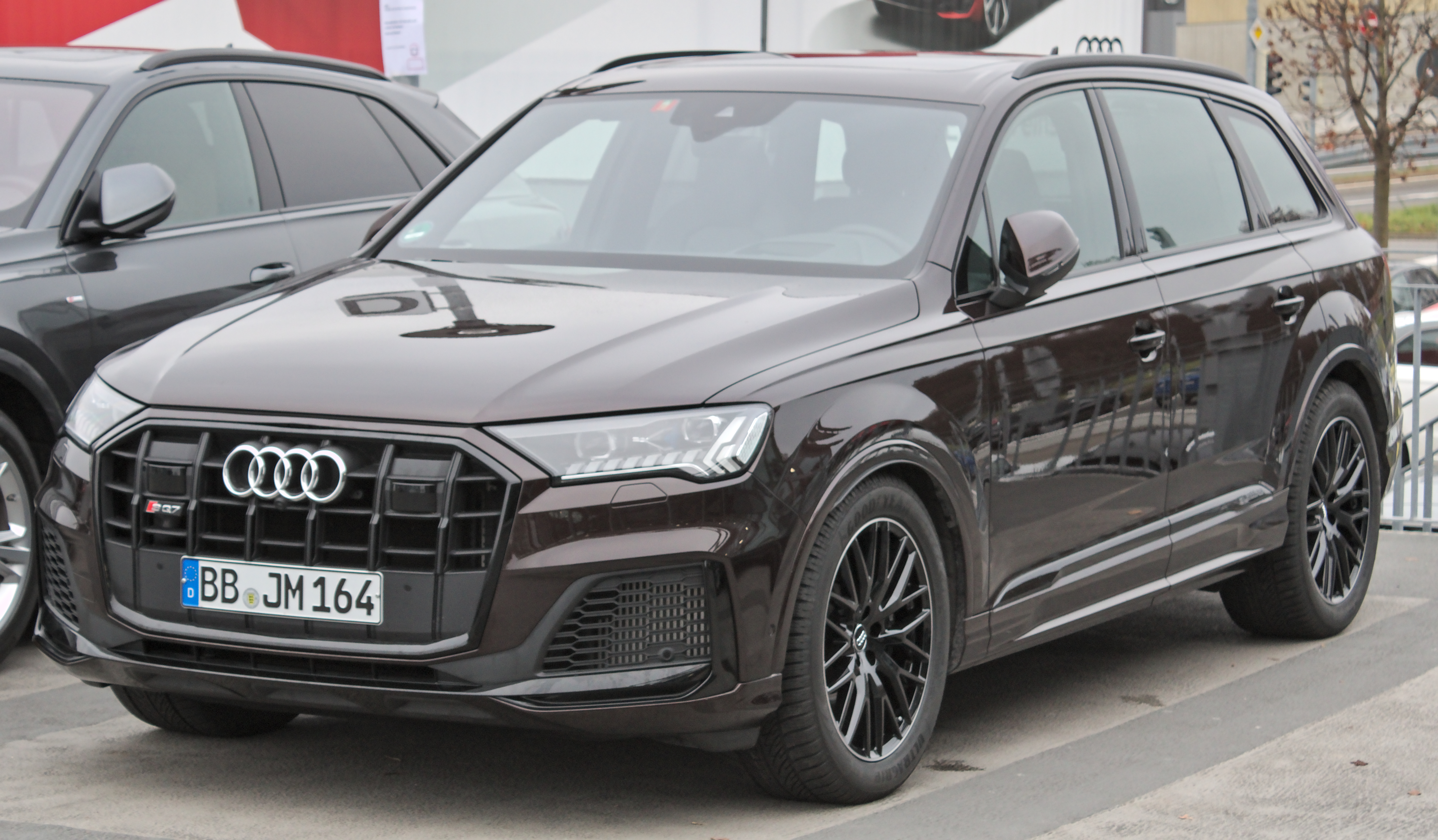
Audi SQ7 (2019–2024)

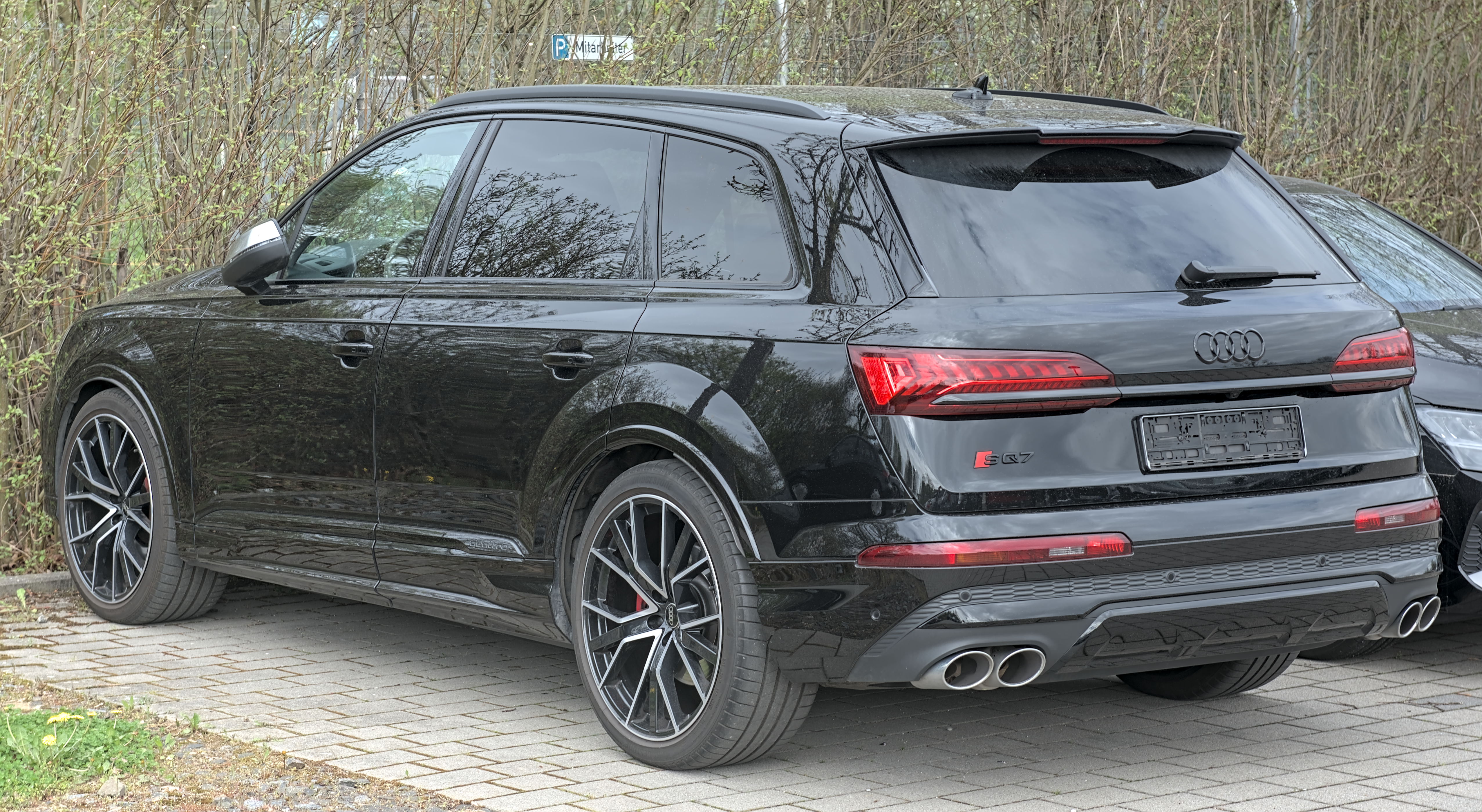
Audi SQ7 (seit 2024)

Der Audi SQ7 ist ein Sport Utility Vehicle (SUV) des Fahrzeugherstellers Audi und stellt die sportlich ausgelegte Variante auf Basis des Audi Q7 4M dar. Das Fahrzeug wurde am 3. März 2016 auf dem Genfer Auto-Salon präsentiert.

## Technologie

### 48-Volt-Bordnetz
Der Audi SQ7 verfügt über ein 48-Volt-Teilbordnetz und gehört damit, gemeinsam mit dem auf derselben Plattform basierenden Bentley Bentayga, zu den ersten Fahrzeugen, die dieses neue, höhere Spannungsniveau nutzen. Die elektrische Energie wird auf der 12-V-Ebene durch einen neuen MOSFET-Generator, der bis zu 3 kW Leistung bereitstellen kann, erzeugt. Zur Transformation der Spannung von 12 V auf 48 V wird ein DC/DC-Wandler eingesetzt. Die Energie wird auf der 48-V-Ebene in einer Lithium-Ionen-Batterie mit einer Kapazität von 470 Wh gespeichert. Das 48-Volt-Bordnetz bildet die Voraussetzung für den elektrisch angetriebenen Verdichter (EAV) mit bis 7 kW Leistung und die elektromechanische Wankstabilisierung (EAWS).

### Elektrisch angetriebener Verdichter (EAV)
Der elektrische angetriebene Verdichter ist in Reihe mit den beiden konventionellen Turboladern angeordnet und unterstützt diese in Beschleunigungsphasen. In weniger als 250 ms kann der Verdichter auf 70.000 Umdrehungen pro Minute beschleunigt werden und somit für einen schnellen Aufbau des Ladedrucks sorgen. Der Verdichter des französischen Zulieferers Valeo ist hinter dem Ladeluftkühler in Motornähe platziert.

### Elektromechanische Wankstabilisierung (EAWS)
Die elektromechanische Wankstabilisierung des Zulieferers Schaeffler nutzt ebenfalls die 48-Volt-Energieversorgung. Ein Elektromotor mit einem dreistufigen Planetengetriebe trennt die beiden Hälften des Stabilisators. Die EAWS bringt stufenlos ein Moment von bis zu 1200 Nm auf und benötigt hierfür bis zu 3 kW Leistung. So kann einerseits bei unebener Fahrbahn durch Entkopplung der Stabilisator-Rohre der Federungskomfort erhöht werden, andererseits durch aktive Verdrehung der Hälften gegeneinander bei sportlicher Kurvenfahrt ein Wank- und Rollausgleich erzielt werden.

## Motor
Als Motor kommt im SQ7 ein neu entwickelter Vierliter-V8-Dieselmotor zum Einsatz, der 320 kW (435 PS) leistet. Die Aufladung erfolgt durch zwei Turbolader in Kombination mit einem elektrisch angetriebenen Verdichter, welcher über das 48-Volt-Teilbordnetz versorgt wird. Zusätzlich wird erstmals in einem Audi-Dieselmotor die als Audi valvelift system (AVS) bezeichnete Ventilsteuerung eingesetzt.
Für Herbst 2020 kündigte Audi den SQ7 auch mit einem 373 kW (507 PS) starken Vierliter-V8-Ottomotor an. Die Produktion des Vierliter-V8-Dieselmotor wurde zum Jahresende 2020 eingestellt.

## Technische Daten
|                                            | SQ7 4.0 TFSI             | SQ7 4.0 TFSI             | SQ7 4.0 TDI                                    | SQ7 4.0 TDI                                    |
| ------------------------------------------ | ------------------------ | ------------------------ | ---------------------------------------------- | ---------------------------------------------- |
| Bauzeitraum                                | 07/2020–12/2022          | seit 04/2024             | 05/2016–06/2018                                | 09/2019–09/2020                                |
| Motorkennbuchstabe                         | DCUE                     | DWRB                     | CZAC                                           |                                                |
| Motorbaureihe                              | VW EA825                 | VW EA825                 | VW EA898                                       | VW EA898                                       |
| Motorart                                   | Ottomotor                | Ottomotor                | Dieselmotor                                    | Dieselmotor                                    |
| Motorbauart                                | V-Bauart                 | V-Bauart                 | V-Bauart                                       | V-Bauart                                       |
| Motoraufladung                             | Biturbo                  | Biturbo                  | Register-Biturbolader, elektrischer Verdichter | Register-Biturbolader, elektrischer Verdichter |
| Gemischaufbereitung                        | Benzindirekteinspritzung | Benzindirekteinspritzung | Common-Rail-Einspritzung                       | Common-Rail-Einspritzung                       |
| Zylinder/Ventile                           | 8/32                     | 8/32                     | 8/32                                           | 8/32                                           |
| Hubraum                                    | 3996 cm³                 | 3996 cm³                 | 3956 cm³                                       | 3956 cm³                                       |
| max. Leistung bei min−1                    | 373 kW (507 PS)/5500     | 373 kW (507 PS)/5500     | 320 kW (435 PS)/3750–5000                      | 320 kW (435 PS)/3750–4750                      |
| max. Drehmoment bei min−1                  | 770 Nm/2000–4000         | 770 Nm/2000–4000         | 900 Nm/1000–3250                               | 900 Nm/1250–3250                               |
| Antriebsart, serienmäßig                   | Allradantrieb            | Allradantrieb            | Allradantrieb                                  | Allradantrieb                                  |
| Getriebeart, serienmäßig                   | Achtstufen-Tiptronic     | Achtstufen-Tiptronic     | Achtstufen-Tiptronic                           | Achtstufen-Tiptronic                           |
| Leergewicht                                | 2275–2340 kg             | 2275–2340 kg             | 2345–2405 kg                                   | 2395–2460 kg                                   |
| maximale Zuladung                          | 750 kg                   | 675–755 kg               | 685–795 kg                                     | 655–695 kg                                     |
| maximale Anhängelast                       | 3500 kg                  | 3500 kg                  | 3500 kg                                        | 3500 kg                                        |
| Beschleunigung, 0–100 km/h                 | 4,1 s                    | 4,1 s                    | 4,8 s                                          | 4,8 s                                          |
| Höchstgeschwindigkeit                      | 250 km/h (1)             | 250 km/h (1)             | 250 km/h (1)                                   | 250 km/h (1)                                   |
| Kraftstoffverbrauch auf 100 km, kombiniert | 11,9–12,7 l Super        | 12,1–12,2 l Super        | 7,2–7,6 l Diesel                               | 9,1–9,8 l Diesel                               |
| CO2-Emission, kombiniert                   | 271–289 g/km             | 276–278 g/km             | 189–199 g/km                                   | 238–257 g/km                                   |
| Abgasnachbehandlung, PM                    |                          |                          | Dieselpartikelfilter                           | Dieselpartikelfilter                           |
| Abgasnachbehandlung, NOX                   |                          |                          | SCR-Katalysator                                | SCR-Katalysator                                |
| Abgasnorm nach EU-Klassifikation           | Euro 6d-ISC-FCM          | Euro 6e                  | Euro 6                                         | Euro 6d-TEMP-EVAP-ISC                          |